# Битва при Кастаньяро
Битва при Кастаньяно — сражение между армиями Вероны и Падуи, прошедшее 13 марта 1387 года около Кастаньяро в Северной Италии. Является одним из наиболее известных сражений эпохи кондотьеров, и величайшей победой Джона Хоквуда.

## Предыстория
Назначение в 1381 году патриархом Аквилеи Филиппа Алансонского привело к конфликту между Удине и Чивидале-дель-Фриули, боровшихся за власть в этом церковном государстве. Выступившего на стороне последних нового патриарха вынудили бежать, но его поддержал союзник по войне Кьоджи и сеньор Падуи Франческо I. В феврале 1385 года правитель подавил мятеж в Удине и помог французскому кардиналу укрепиться в патриархате, попутно рассчитывая расширить свои владения на восток.
В то же время Венецианская республика стремилась не допустить экспансию своего традиционного врага Падуи во Фриули, и с марта по май 1385 года участвовала в союзе с Удине и веронскими Скалигерами, также стремившимися поживиться за счёт земель Каррары. В ответ те объединились с правителями Милана из дома Висконти, и в 1385 году безуспешно попытались завоевать важные муниципалитеты в патриархате.
В 1386 году Скалигеры напали на Падую, но потерпели поражение в битве у Брентеллы. Эта победа высветили слабые места веронцев, и через год именно Падуя начала кампанию против них.

## Силы сторон
Веронскую армию возглавляли Остасио II да Полента и Джованни Орделаффи, под их началом было 11 — 16 тыс. человек (большую часть составляли крестьяне).
Падуанское войско возглавлял кондотьер Джон Хоквуд и Франческо II да Каррара, сын сеньора Падуи Франческо I.
Джон Хоквуд привёл с собой 1 100 кондотьеров (600 всадников и 500 лучников, или наоборот. Источники дают противоположные соотношения) для поддержки падуанской армии в 8 тыс. человек (Джузеппе Маркотти оценивал число пеших кондотьеров в 6 тыс., вместе с резервом в 1,6 тыс. лошадей. Берег реки охраняли тысяча падуанских пехотинцев и 600 арбалетчиков).

## Сражение
Опустошив близлежащие земли Вероны, Хоквуд вынудил её армию напасть на него там, где ему было выгодно (по аналогии с известной тактикой Фабия: болотистую местность. Сражение состоялось в районе Кастаньяро, в 52 км к юго-востоку от Вероны.
Собрав свои силы на дальней стороне канала и разместив правый фланг на лесной опушке Рыцарям было приказано спешиться и разместиться на сухом месте, по бокам были размещены арбалетчики, английские лучники и артиллерия. После этого англичанин начал ждать продвижения веронцев через канал, который ещё надо было закидать фашинами для создания искусственного брода. При продвижении веронцев по ним начали стрелять, в то время как расположенная в центре падуанская пехота отразила их атаку.
Хоквуд оставил копию своего знамени позади собственного войска, после чего повёл кавалерию в лес справа от него. По специальному сигналу — предположительно, им стала огненная стрела — копия знамени упала, а кавалерия вырвалась из засады и атаковала левый фланг веронцев, в то время как настоящее знамя находилось на правом фланге.
Веронцы пытались применить резервные 2,5 тыс. всадников под командой капитана Джованни Орделаффи и Остасио II да Полента. Но дорога была заблокирована падуанцами, вражеские командиры были взяты в плен, началось преследование выживших 1,9 тыс. всадников, многие из которых были взяты в плен. Отряд веронской пехоты и крестьян под командованием Джованни да Изолы не участвовал в сражении, но был уничтожен уже после него, из-за отказа сдаться в плен.

## Последствия
Поражение ознаменовало конец долгой гегемонии правивших Вероной Скалигеров, которые через несколько месяцев были бы изгнаны из города войсками миланских Висконти. Последний правитель Вероны Антонио Делла Скала вместе со своим семейством искали поддержки для своих притязаний по всей Италии и Германии. Полученный большой успех оказался пирровой победой Франческо I Каррарезы, который при разделе территорий Скалигеров с Джаном Галеаццо Висконти так и не получил обещанную Виченцу.
С ослабленной продолжительными войнами экономикой Падуя в 1387 году ещё и потеряла своего союзника в лице отозванного во Францию Филиппа Алансонского, в то время как её прежние союзники из Флоренции держались нейтралитета. В 1388 году Джан Галеаццо Висконти заключил союз с венецианцами с целью изгнать Карраров и разделить их владения. Франческо I был вынужден отказаться от господства в пользу сына Франческо II, который через несколько месяцев сдался миланцам. Франческо I был переведен в крепость Монца, где он умер в 1393 году, его сын смог восстановить свое господство в 1390 году с помощью гвельфов. Побежденный в 1405 году в битве при Падуе, Франческо II был арестован венецианцами, получившими все его владения.